# Gare de Rodange
La gare de Rodange est une gare ferroviaire luxembourgeoise des courtes lignes : 6g, de Pétange à Rodange-Frontière (Aubange), ligne 6h, de Pétange à Rodange-frontière (Mont-Saint-Martin) et ligne 6j, de Pétange à Rodange-frontière (Athus), située à Rodange dans la commune de Pétange (canton d'Esch-sur-Alzette).
C'est une gare de la Société nationale des chemins de fer luxembourgeois (CFL).

## Situation ferroviaire
Établie à 273 mètres d'altitude, la gare de Rodange est située au point kilométrique (PK) 2,6 de la ligne 6g, de Pétange à Rodange-frontière (Aubange), entre les gares de Lamadelaine et de Aubange (Belgique) ; de la ligne 6h, de Pétange à Rodange-frontière (Mont-Saint-Martin), entre les gares de Lamadelaine et de Longwy (France) ; de la ligne 6j, de Pétange à Rodange-frontière (Athus) entre les gares de Lamadelaine et d'Athus (Belgique). Ces courtes lignes vers les frontières de la Belgique et de la France sont des prolongements à voie unique de la ligne 7, de Luxembourg à Pétange.

## Histoire
La station de Rodange est mise en service par la Compagnie des chemins de fer Prince-Henri, lors de l'ouverture à l'exploitation la ligne de Pétange à Rodange et à la frontière belge le 1er août 1873.

## Service des voyageurs

### Accueil
Gare CFL, elle dispose d'un bâtiment voyageurs, avec guichet d'information. La gare est équipée notamment d'une salle d'attente, d'une consigne à bagages, d'un souterrain pour changer de quai et d'un automate pour l'achat de titres de transport.
Le guichet de vente de la gare est fermé depuis le 1er mars 2020 dans le cadre de l’application de la gratuité des transports luxembourgeois (hors 1re classe et trains transfrontaliers).

### Dessertes
Rodange est desservie par des trains Regional-Express (RE) et Regionalbunn (RB) qui exécutent les relations suivantes, :
- Luxembourg - Rodange via Esch-sur-Alzette ;
- Luxembourg - Rodange - Longwy et Luxembourg – Rodange – Athus ;
- Troisvierges - Luxembourg - Esch-sur-Alzette - Rodange.

### Intermodalité
Un parc pour les vélos (6 places) et un parking pour les véhicules (48 places) y sont aménagés. Un arrêt de bus est situé à proximité. La gare est desservie par les lignes 13 et 14 du transport intercommunal de personnes dans le canton d'Esch-sur-Alzette, par les lignes 609, 702, 711, 731, 732, 791 et 792 du Régime général des transports routiers et, la nuit, par la ligne Late Night Bus Pétange du service « Nightbus ».